# Robin Hood’s Ball
Robin Hood’s Ball ist ein Grubenwerk in der Salisbury Plain etwa 8 km nordwestlich von Amesbury. Es wurde etwa 4000 v. Chr. errichtet.